# Mythimna riparia
Mythimna riparia là một loài bướm đêm thuộc họ Noctuidae. Nó được tìm thấy ở Maroc, miền nam châu Âu, Thổ Nhĩ Kỳ, Israel, Syria và Turkmenistan.
Con trưởng thành bay từ tháng 3 đến tháng 5 và từ tháng 9 đến tháng 10. Có hai lứa trưởng thành một năm.
Ấu trùng ăn các loài nhiều loại cỏ, bao gồm các loài Calamagrostis và low herbaceous plants like Vicia và Trifolium.